# Perry-Biagioli (Antoine i Henri)
Antoine Perry-Biagioli i Henri Perry-Biagioli (foren dos germans francesos dedicats a la música), la primera (1848-1900) i el segon el (1854-27 de juny de 1907).
Els dos aprengueren el piano sota la direcció de la seva mare, que havia estat alumna de Liszt, i començaren a compondre molt jovenets sense tindre encara coneixements de composició. La seva primera obra fou una Missa a quatre parts amb cors i orquestra, que va ser estrenada a Bellevue el 1863, a la que li seguí una opereta en tres actes titulada Les matalots du Formidable (1865). Separadament també compongueren, Antoine diversos fragments per a cant, i Henri, una col·lecció de melodies vocals, el drama líric en tres actes Les héroïques, poema d'Antoine, representat en l'Òpera de París el 1876, i La Croix de l'Alcalde (1876).